# Opacifrons parvicornis
Opacifrons parvicornis – gatunek muchówki z rodziny Sphaeroceridae i podrodziny Limosininae.
Gatunek ten opisany został w 1918 roku przez Oswalda Dudę jako Limosina parvicornis.
Muchówka o ciele długości około 1,25 mm. Jej głowa ma policzki, twarz i przód czoła o zabarwieniu innym niż żółte. Ponadto policzki i twarz są pozbawione gęstego opylenia białego koloru. Odległość między małymi czułkami odpowiada długości czułka i jest znacznie większa niż szerokość ich trzeciego członu. Tułów jej cechuje się nagą, ubarwioną jak śródplecze tarczką ze szczecinkami tylko wzdłuż tylnego brzegu. Skrzydła mają ciemne żyłki, a szczecinki na pierwszym sektorze żyłki kostalnej co najwyżej dwukrotnie dłuższe niż na drugim jej sektorze. Ich użyłkowanie odznacza się prawie prostą żyłką radialną R4+5. Środkowa para odnóży ma pierwszy człon stopy zaopatrzony w długą szczecinkę na spodzie, a spód goleni u obu płci pozbawiony szczecinki przedwierzchołkowej. Barwa stóp jest żółta. U samicy przysadki odwłokowe wyposażone są w krótkie, czarne szczecinki.
Owad podawany z Polski i Belgii, ale występowanie go w tym drugim kraju jest niepewne.